# Записки Барри Линдона
«Записки Барри Линдона», «Записки Барри Линдона, эсквайра, писанные им самим» (англ. The Memoirs of Barry Lyndon, Esq.) — роман британского писателя Уильяма Мейкписа Теккерея, изданный в 1844 году. Лёг в основу художественного фильма Стэнли Кубрика «Барри Линдон» (1975).

## Сюжет
Действие романа происходит в XVIII веке. Его главный герой, играющий роль рассказчика, — ирландский авантюрист, пытающийся сделать карьеру и войти в высший британский свет.

## Восприятие
Современники Теккерея считали прототипом Барри Линдона авантюриста Эндрю Робинсона Стоуни (1747—1810), известного своим скандальным браком с графиней Стратмор, от которой по прямой линии происходит мать британской королевы Елизаветы II. В романе автор обыгрывает «каноны семейной хроники и плутовского романа».
Роман считается второстепенным для Теккерея, заметно уступающим по своим художественным достоинствам «Ярмарке тщеславия». Один из современных критиков охарактеризовал его как «малоизвестную, полупародийную переработку тем плутовских романов Филдинга и Смолетта». Тем не менее именно его выбрал для экранизации режиссёр Стэнли Кубрик. Харольд Розенберг в 1976 году упрекнул Кубрика в «рециклировании никем не читаемой литературы», но тот заметил, что более глубокие романы невозможно без существенных потерь преобразовать в двух- или трёхчасовой фильм. Рецензент The New York Times, напротив, счёл выбор литературного первоисточника очень удачным: по его мнению, бережное сохранение всех деталей книги в любом случае не гарантирует качество, а книга Теккерея подходит для экранизации, так как в ней писатель сознательно воспроизвёл стиль и условности литературы давно ушедшей эпохи, чтобы противопоставить её «ужасному юмору» современного ему искусства.